# 練綱
練綱，字從道，長洲人。
練綱早年舉鄉試，進入國子監。經都御史陳鎰、尚書俞士悅舉薦，授監察御史。景泰元年，上奏時政議案，隨後巡視兩淮鹽政，彈劾駙馬都尉趙輝侵犯民利。景泰三年，再次彈劾尚書何文淵、右侍郎項文曜，明景帝不予准許，但認為練綱為人剛正。景泰五年，巡按福建，與按察使楊玨互相攻擊，均下吏部。之後謫邠州判官。